# Alan Livingston
Alan Wendell Livingston (McDonald, 15 de outubro de 1917 - Beverly Hills, 13 de março de 2009), nome de nascimento Alan Wendell Levison, foi um empresário norte-americano, mais conhecido por suas gestões na Capitol Records, como produtor, escritor e pela criação do Palhaço Bozo para uma série de álbuns e conjuntos de livros ilustrativos para as crianças nos anos 1940. Durante sua gestão foi responsável por transformar a Capitol Records em uma grande gravadora. Foi em sua presidência que a Capitol assinou contrato com os Beatles nos anos 1960, lançando o single "I Want to Hold Your Hand" em 1963, além de incluir no cast da gravadora nomes importantes como Frank Sinatra, Beach Boys, Dean Martin e Nat King Cole. Quando Sinatra estava em baixa em sua carreira ainda na Columbia Records, em 1953, Livingston o convidou para gravar em sua gravadora, juntado-o ao maestro Nelson Riddle.
Foi casado com as atrizes Betty Hutton (1955-1960) e Nancy Olson. 
Livingston morreu em sua casa em Beverly Hills, em 13 de março de 2009, de causas naturais.